# Apollonia 6
Az Apollonia 6 egy amerikai női énekes-trió volt, amelyet Prince alapított az 1980-as években.

## Karrier
Prince-szel való nézeteltérések után Vanity elhagyta a zenész által alapított Vanity 6 együttest, és aláírt a Motown Records-dzal. Ezzel elhagyva Prince Bíboreső című filmjében kapott szerepét is.
A film rendezője találkozott Patricia Kotero modellel, akit Prince átnevezett Apolloniára vette át Vanity szerepét a filmben és az együttesben. A Vanity 6 másik két tagja Brenda Bennett és Susan Moonsie csatlakoztak Apolloniához és átnevezték az együttest Apollonia 6-re a filmhez és az egyetlen albumukhoz (ezen szerepelt Prince-hez köthető előadók közül Jill Jones, illetve Wendy & Lisa is).
Felvettek egy videót is az Apollonia 6 album alapján, amelyet Brian Thompson rendezett, Keith Williams írta forgatókönyvét és a szereposztás része volt Ricky Nelson, Edy Williams és Buck Henry. Egy Los angelesi filmstúdióban vették fel 1985-ben és a produceri munkát a Limelight végezte rajta, de ennél a fázisnál tovább nem jutottak a munkálatok.

## Feloszlás
Prince eredetileg az Apollonia 6 albumára szánta a "Manic Monday" (később a The Bangles által kiadva), a "17 Days" (később a "When Doves Cry" B-oldala), a "Take Me With U" (a Purple Rain albumon jelent meg) és a "The Glamorous" (1984-ben kiadva Sheila E. által) dalait, de hamar elvesztette érdeklődését a projektben, tekintve, hogy Apollonia hangja nem volt elég jó. A "Take Me With U" felvételei is sokáig tartották. Prince a hangmérnökére, Susan Rogersre bízta a dalt. Kotero ebben az időszakban házas volt és pletykák ellenére soha nem volt romantikus kapcsolatban Prince-szel, de házassága titokban volt tartva az időszakban, hogy titokzatos legyen publikus kapcsolata a zenésszel. Apollonia nem tervezte folytatni a munkát az együttessel, miután a film forgatását és az egy album felvételét befejezték. Az Apollonia 6 nyitotta volna a Purple Rain turnét, de Sheila E. vette át a helyét. Az Apollonia 6 párszor fellépett a turné közben, a "Baby I'm a Star" ismétlése közben. Ezen fellépések egyike szerepel a Prince and the Revolution: Live DVD-n is.
A csoport feloszlása után Kotero több televíziós műsorban is szerepelt a következő évtizedben, mint például a Falcon Crest. Egy stúdióalbumot adott ki 1988-ban, Apollonia címen.

## Diszkográfia

### Stúdióalbumok
- Apollonia 6 (1984)

### Kislemezek
| Cím              | Megjelenés | Slágerlista | Slágerlista | Slágerlista | Album       |
| Cím              | Megjelenés | US          | US Dance    | US R&B      | Album       |
| ---------------- | ---------- | ----------- | ----------- | ----------- | ----------- |
| "Sex Shooter"    | 1984       | 85          | 32          | 19          | Apollonia 6 |
| "Blue Limousine" | 1984       | —           | —           | 19          | Apollonia 6 |